# Ku! Kin-dza-dza
Ku! Kin-dza-dza (in russo Ку! Кин-дза-дза) è un film di animazione del 2013 diretto da Georgij Nikolaevič Danelija.
È un remake animato del film di fantascienza Kin-dza-dza! del 1986. Il remake segue la trama dell'originale con l'aggiunta di piccole modifiche.

## Trama
Il celebre violoncellista Vladimir Chizhov (zio Vova) e suo nipote Tolik incontrano un alieno con un dispositivo di teletrasporto. Tolik schiaccia il dispositivo e si ritrovano nella galassia Kin-dza-dza. Il pianeta era deserto senza alcun oggetto, però nonostante questo era governato da un brutale regime razzista.

## Premi
- Asia Pacific Screen Awards
- Nika Award per il migliore film di animazione.